# Bromheadia robusta
Bromheadia robusta är en orkidéart som beskrevs av Kruiz. och De Vogel. Bromheadia robusta ingår i släktet Bromheadia och familjen orkidéer. Inga underarter finns listade i Catalogue of Life.